# Gesualdo (Kampanien)
Gesualdo ist eine italienische Gemeinde mit 3207 Einwohnern (Stand 31. Dezember 2023) in der Provinz Avellino in der Region Kampanien.

## Geografie
Die Nachbargemeinden sind  Fontanarosa, Frigento, Grottaminarda, Paternopoli und Villamaina.
Die Ortsteile heißen Piano della Croce und Torre dei Monaci.

## Persönlichkeiten
- Carlo Gesualdo (* 8. März 1566 in Venosa; † 8. September 1613 in Gesualdo), italienischer Fürst und Komponist